# Marie-Antoinette Demagnez de la Rochefoucauld
Marie-Antoinette Demagnez de la Rochefoucauld (née Marie Anna Demagnez à Beauquesne le 19 mai 1869 et morte à Levallois-Perret le 5 octobre 1949) est une sculptrice française. 
Elle a fréquemment exposé au Salon de peinture et de sculpture de Paris. Elle est surtout connue pour sa statue de marbre de la Source d'amour (1905)  et son Monument aux morts de Saint-Chaptes en mémoire des soldats tués durant la Première et la Seconde Guerre mondiale.

## Biographie

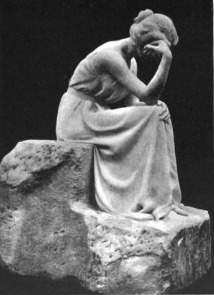
Mélancolie.

### Jeunesse et éducation
Marie-Antoinette Demagnez de la Rochefoucauld est née à Beauquesne en 1869. Elle est l'élève d'Antonin Mercié à l'École des beaux-arts de Paris. Elle expose ses œuvres au Salon de peinture et de sculpture de Paris.

### Carrière
Elle épouse Hubert de La Rochefoucauld le 29 juillet 1912. Le sculpteur Félix de Chaumont-Quitry, fils du marquis Odon de Chaumont-Quitry, travaille avec elle et ensemble ils décorent plusieurs lieux dont le château de Maubranche.
Connue pour son Monument aux morts de Saint-Chaptes, elle a sculpté des bustes de personnalités françaises de la Belle Époque, dont ceux de Léopold Bellan (1907) et de Félix de Chaumont-Quitry, fondu en bronze par Hébrard en 1911. De sa sculpture en pierre de la Mélancolie, un critique d'art[Lequel ?] écrit en 1902 que « l'œuvre a la délicatesse et le soin du sentiment féminin, et est nettement louable, mais l'exécution montre les marques de l'indécision et de l'inexpérience. »[réf. nécessaire]
En 1897, elle obtient une mention honorable au Salon des artistes français et remporte une médaille de bronze à l'Exposition universelle de 1900 et participe à l'Exposition universelle de 1904 à Saint-Louis aux États-Unis, où elle envoie une statue en pierre, Poésie. Elle est à Maubranche.
En 1919, elle exécute le Monument aux morts de Saint-Chaptes (Gard). Réalisé en pierre, en béton et en fer, il représente une femme drapée et couronnée de laurier tenant une palme, un soldat montant la garde à ses côtés. Les noms des soldats de Saint-Chaptes morts pour la France durant les Première et Seconde Guerre mondiale sont gravés sur le monument.
Elle présente au Salon des artistes français de 1929 le groupe Trois amis. 
Marie-Antoinette Demagnez de la Rochefoucauld meurt à Paris en 1949.